# 羅密歐與茱麗葉 (音樂劇)
法語音樂劇《羅密歐與茱麗葉》（法语：Roméo et Juliette），改編自莎士比亞1595年創作的同名劇作，由有「法國樂壇教父」之稱的皮斯葛維克（法语：Gérard Presgurvic）創作詞曲。
音樂劇版本考量舞台表現及整體編排的需求，有別於莎劇的傳統古典風格，改用了古典結合現代元素，舞台上掛著象徵星星的氣氛燈，不管是時裝造型還是舞蹈動作也大致上分成兩大色系：女主角茱麗葉的家族卡布雷特家族採用大紅服裝，卻在頭飾上保留當時的傳統象徵，強化其家族的傳統、保守的形象；羅密歐的家族蒙特鳩家族則以藍色做為主要色系，使用牛仔布料深化了羅密歐家族的前衛、放蕩不羈，整體發揮了電影銀幕無法比擬的舞台臨場震撼效果。
2001年1月18日，在巴黎國際會議中心首演深獲各界好評，更受邀至多國巡迴演出。從2001年至2006年為第一版《羅密歐與茱麗葉：由恨至愛》（法语： Roméo et Juliette, de la haine à l'amour ），2007年重新打造為第二版《羅密歐與茱麗葉：維羅納之子》（法语：Roméo et Juliette, les enfants de Vérone），耗資2.5億重新打造華麗精緻的服裝與場景，歌曲編排也進行了些微調整，帶來全新的視覺與聽覺感受。
此音樂劇已被翻譯成十四種語言於全球演出，全球累計觀賞人數已超過650萬且持續增長，使本劇奪得「廿一世紀最偉大的流行音樂劇」之美讚，至今仍廣受全世界歡迎。2023年全球新冠疫情解封後，原創團隊選在台灣重新開啟巡演，迎來了初代男女主角卡司，即飾演羅密歐的達米安·薩格，與飾演茱麗葉的希西莉亞·卡拉，滿足了許多慕名而至的新舊劇迷，再次目睹傳說中震撼劇壇的原創風格。
自巴黎首演後，本音樂劇陸續在香港、加拿大、安特衛普、倫敦、阿姆斯特丹、布達佩斯、塞格德、莫斯科、維也納、首爾、釜山、上海和台北等地演出。並且被翻譯成佛蘭芒語、匈牙利語、俄語、英語、德語和普通話等多種語言版本。

## 劇情大綱
和莎士比亞原著不一樣的地方在於：幾乎劇中每位人物都知曉這對戀人的秘密婚禮，以及這對戀人的死法依演出場次而有所不同。此外，蒙特鳩先生僅出現在英國、寶塚、意大利場次，其他新角色的出現，如死神和詩人等因戲劇效果而有所安排（僅出現於法國、比利時、荷蘭和莫斯科的場次）。
第一幕
中世紀義大利維洛納的兩大家族–蒙特鳩（the Montagues）及卡布雷特（the Capulets）–之間存在著世代未解的矛盾，時常演變成街頭的暴力械鬥，無人能夠制止。兩家族的女主人（Lady Capulet & Lady Montague）想盡辦法降低衝突的發生；此時蒙特鳩的羅密歐（Romeo）與卡布雷特的茱麗葉（Juliette）正是一對充滿著愛情嚮往的少男少女。
卡布雷特伯爵（Count Capulet）為了安排女兒與前來求婚的巴黎伯爵見面，特別精心安排了一場盛大的舞會；風流倜儻的羅密歐則是與好友班福留（Benvolio）與莫枯修（Mercutio）在維洛納的街頭狂歡作樂。在好奇心的驅使下，三人潛進了卡布雷特家族舉辦的舞會。羅密歐與茱麗葉對彼此一見鍾情，而這次的相遇也改寫了兩人與兩個家族的命運。舞會結束後，羅密歐為思念所苦，再度潛入卡布雷特家。兩人在陽台上互道情愫並交換誓言。在勞倫斯神父（Frère Laurent）同意為兩人證婚後，開心至極的羅密歐邀請好友與茱麗葉的奶媽（La Nurse），一同見證兩人的愛情。終於，兩位相愛的年輕人在神的面前結為夫妻。

第二幕
仰慕茱麗葉已久的鐵豹（Tybalt）在獲知婚訊之後，氣憤地向羅密歐提出了決鬥的要求，但遭到拒絕；反之，莫枯修接受了挑戰，卻因實力不敵而命喪決鬥現場；而為友復仇之心讓羅密歐殺了鐵豹。此舉使得兩大家族之間的衝突提升至前所未有的高點。
羅密歐被驅逐出城；茱麗葉則受困於家中，被家人強迫再嫁給巴黎伯爵。絕望之下，茱麗葉聽取勞倫斯神父的建議，服毒假裝死去。然而在陰錯陽差之下，羅密歐誤以為茱麗葉已真的死去，在茱麗葉身旁自我了斷。甦醒後的茱麗葉不願苟活，拿起匕首自盡而亡。羅密歐與茱麗葉彷彿被命運女神（La Mort）捉弄，而目睹慘劇的家族成員，痛不欲生。為了回應羅密歐與茱麗葉生前的期望，兩大家族發誓盡棄前嫌，蒙特鳩家族與卡布雷特家族終於和好，不讓悲劇再度發生。
死神的串場與舞台效果
整部劇裡都有死神的身影，有一幕是兩大家族出現發生衝突時，她站在最高的地方，與台上的家族成員們演出了像牽絲木偶般的感覺。羅密歐沮喪且對未來迷茫獨白時，死神在他身後舞動，象徵命運的牽引、拉扯。羅密歐與朱麗葉在舞會上相遇時，死神的身影再次出現，兩人結婚時死神在他們身後觀看，鐵豹米修打架時死神也在旁邊，當米修死時死神就在旁邊揮舞，兩家族對峙時死神也在，還有羅密歐被流放時死神跟著他，死神在神父派的傳信人手中搶走並撕碎了寫著真相的信，這代表著命運弄人，也是造成之後的悲劇的主因。友人知道茱麗葉死亡的噩耗後，掙扎著不知如何告訴遠在異地流放的羅密歐，他心愛的女人香消玉殞了，死神在他旁邊環繞，似乎在促使羅密歐知道茱麗葉已死並殉情。當羅密歐拔刀正要自刎時，和死神的動作一致，像是被命運操操弄著。羅密歐死亡後，死神注視著醒來悲痛欲絕的茱麗葉，看著她隨羅密歐而去。整部劇死神並沒有任何一句台詞，僅靠生動的肢體語言與臉部動作，讓觀眾可以充分感受其所要表達和傳遞的信息與情感。

## 法国原版演员
- Damien Sargue（英语：Damien Sargue） 饰 罗密欧（Roméo）
- Cécilia Cara 饰 朱丽叶（Juliette）
- Grégori Baquet（法语：Grégori Baquet） 饰 班福留（Benvolio）
- Philippe D'Avilla（法语：Philippe D'Avilla） 饰 莫枯修（Mercutio）
- Tom Ross 饰 铁豹（Tybalt）
- Eléonore Beaulieu 饰 蒙特鸠夫人（Lady Montague）
- Isabelle Ferron（法语：Isabelle Ferron） 饰 卡布雷特夫人（Lady Capulet）
- Réjane Perry（法语：Réjane Perry） 饰 奶妈（La Nurse）
- Sébastien Chato（法语：Sébastien Chato） 饰 卡布雷特伯爵（Count Capulet）
- Jean-Claude Hadida 饰 劳伦斯神父（Frère Laurent）
- Frédéric Charter 饰 维洛纳亲王（Le Prince de Vérone）
- Essaï Altounian（英语：Essaï Altounian） 饰 巴黎公爵（Count Paris）
- Serge Le Borgne 饰 诗人（Le Poète）
- Anne Mano 饰 死神（La Mort）

*巴黎公爵之角色已改由舞者演绎。

## 曲目介紹
- 第一幕

1. Intro 序幕（Gérard ＆ Laura Presgurvic）
2. Vérone 維洛納（Le Prince）
3. La Haine 憎恨（Lady Montague, Lady Capulet）
4. La Demande En Mariage 求婚（Comte Capulet, La Nurse, Tybalt）
5. Tybalt 鐵豹（Tybalt）
6. Un Jour 有一天（Roméo, Juliette）
7. Les Rois Du Monde（英语：Les Rois Du Monde） 世界之王（Roméo, Benvolio, Mercutio）
8. La Reine Mab 麥布女王（Mercutio）
9. J'ai Peur 我怕（Roméo）
10. Bal 舞會
11. Amour Heureux 幸福的愛情（Roméo, Juliette）
12. Cest Pas Ma Faute 非我之錯（Tybalt）
13. Le Balcon 陽台（Roméo, Juliette）
14. Par Amour 以愛之名（Roméo, Juliette, Frère Laurent）
15. Les Beaux, Les Laids 無論美麗還是醜（La Nurse, Benvolio, Mercutio）
16. Et Voilà Quelle Aime 她正沉浸愛河（La Nurse）
17. Aimer 愛（Roméo, Juliette）

- 第二幕

1. Le Pouvoir 權力（Le Prince）
2. On Dit Dans La Rue 街坊耳語（Roméo, Benvolio, Mercutio）
3. Cest Le Jour 就是今天（Tybalt）
4. La Folie 瘋狂（Mercutio）
5. Le Duel 決鬥（Roméo, Benvolio, Mercutio, Tybalt）
6. Mort De Mercutio 莫枯修之死（Mercutio, Roméo）
7. Quel Est Le Prix 代價為何（Comte Capulet, Lady Montague, Lady Capulet, Le Prince, Roméo）
8. Duo Du Désespoir 絕望二重唱（La Nurse, Frère Laurent）
9. Chant De L'Alouette 雲雀之歌（Roméo, Juliette）
10. Demain 明天（Comte Capulet, Lady Capulet, La Nurse, Juliette）
11. Avoir Une Fille 呵護一個女孩（Comte Capulet）
12. On Prie 祈禱（Roméo, Juliette）
13. Le Poison 毒藥（Juliette）
14. Sans Elle 沒有她（Roméo, Juliette）
15. Vérone 維洛納2（Le Prince）
16. Comment Lui Dire 該怎麼告訴他（Benvolio）
17. Mort De Roméo 羅密歐之死（Roméo）
18. Mort De Juliette 茱麗葉之死（Juliette）
19. J'sais Plus 我再也不知道（Frère Laurent）
20. Coupables 罪人們（Lady Montague, Lady Capulet）

- 謝幕

1. Avoir 20 Ans 雙十年華
2. Les Rois Du Monde 世界之王
3. Vérone 維洛納
4. Aimer愛(正常) or On Prie 祈禱(當有主演是末場時)

## 外部連結
- Roméo & Juliette La comédie Musicale de Gérard Presgurvic （页面存档备份，存于）（法文）